# S100
S100 — це родина протеїнів, що налічує близько 21 членів та характеризується невеликою молекулярною вагою та двома кальцій-зв'язуючими сайтами в структурі білка за типом спіраль-поворот-спіраль (EF-hand). Назва S100 походить від властивостей представників цієї родини протеїнів розчинятись в сульфаті амонію.

## Структура
Більшість S100 — це гомодимери, що складаються з двох ідентичних поліпептидів, зв'язаних не-ковалентними зв'язками. Не зважаючи на те, що структура S100 схожа на структуру кальмодуліну, ці два протеїна відрізняються за рівнем експресії в різних клітинах, і експресія залежить від факторів зовнішнього середовища.

## Функція
S100 експресуються переважно в клітинах, що походять з нервового гребеня (Шваннівські клітини, меланоцити, гліальні клітини), хондроцити, адипоцити, міоепітеліальні клітини, макрофаги, клітини Лангерганса, дендритні клітини, кератиноцити; експресія S100 може бути в деяких епітеліальних клітинах молочної залози.
S100 залучені до регуляції різноманітних клітинних процесів та позаклітинних функцій. S100 беруть участь в регуляції фосфорелювання, роботи транскрипційних факторів, гомеостазу кальцію та динаміки компонентів цитоскелету, активності ензимів, клітинного росту та диференціації, а також запаленні.

## Клінічне значення

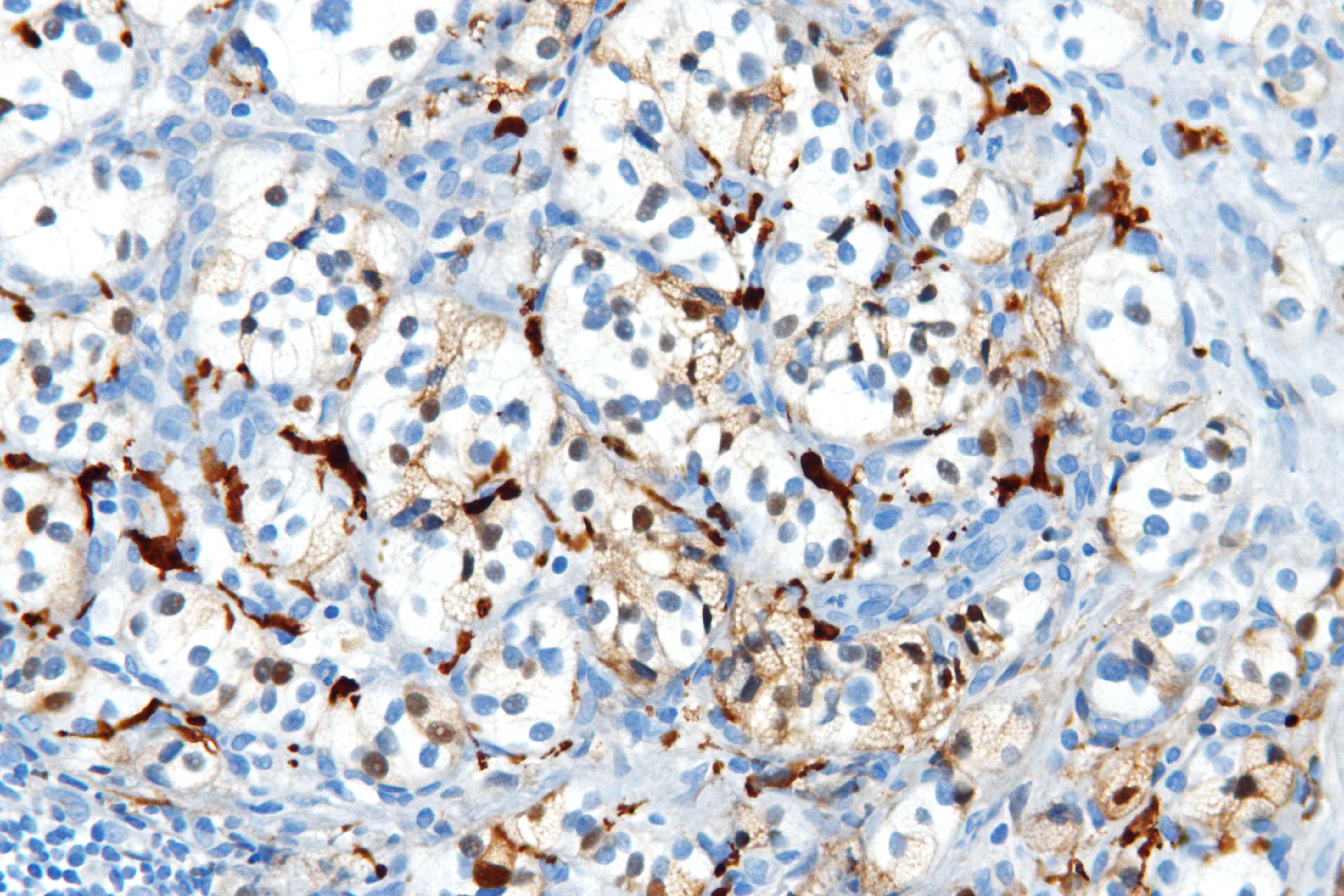
Імуноекспресія S100 в парагангліомі.

Порушення експресії S100 спостерігається при різноманітних злоякісний новоутвореннях, зокрема при меланомі, гістіоцитомі, парагангліомі, папілярному раку щитоподібної залози (протеїн S100A6).

## Члени родини S100
- S100A1, S100A2, S100A3, S100A4, S100A5, S100A6, S100A7, S100A8, S100A9, S100A10, S100A11, S100A12, S100A13, S100A14, S100A15, S100A15, S100A16
- S100B
- S100P
- S100Z